# 1221 Avenue of the Americas
1221 Avenue of the Americas, chiamato anche McGraw-Hill Building, è un grattacielo costruito in stile internazionale che si trova nel quartiere di Midtown Manhattan, a New York City.
La struttura, alta 205 metri e con 51 piani (che ne fa il sessantatreesimo edificio più alto della città), ha una semplice pianta quadrata e presenta una facciata priva di decorazioni molto simile a quella del World Trade Center.

## Storia
Costruito tra il 1966 e il 1969 l'edificio faceva parte del programma di espansione del Rockefeller Center. Il grattacielo presenta inoltre tre edifici gemelli: 1271 Avenue of the Americas, 1251 Avenue of the Americas e 1211 Avenue of the Americas. Negli anni '70 venne aggiunto un cortile interno delimitato dalle basi dei quattro grattacieli.

## Incidenti
Dopo essere entrato in un ascensore alle 11:00 circa di venerdì 15 ottobre 1999, Nicholas White, un impiegato dell'edificio, che stava scendendo per prendere una sigaretta, è rimasto intrappolato dopo un breve calo di potenza dentro l'ascensore che si fermò tra il 13º e il 14º piano. Sebbene abbia segnalato un allarme e ci fosse un video di sorveglianza all'interno della cabina dell'ascensore, White non è stato salvato fino alle 16:00 circa di domenica 17 ottobre, circa 41 ore dopo, dopo che le guardie di sicurezza lo hanno individuato nelle telecamere di sorveglianza.

## Nella cultura di massa
L'edificio appare nella sigla iniziale del famoso programma statunitense Saturday Night Live e in numerosi film tra cui "Il diavolo veste Prada" e "Suits".